# Marssonina daphnes
Marssonina daphnes är en svampart som först beskrevs av Roberge ex Desm., och fick sitt nu gällande namn av Paul Wilhelm Magnus 1906. Marssonina daphnes ingår i släktet Marssonina och familjen Dermateaceae.   Inga underarter finns listade i Catalogue of Life.